# Satan vaut bien une messe
Satan vaut bien une messe — Below Suspicion, dans l'édition originale américaine — est un roman policier américain de John Dickson Carr publié en 1949. C'est le 18e roman de la série mettant en scène le personnage du Dr Gideon Fell. Y apparaît également pour la première fois le personnage du jeune avocat Patrick Butler qui sera le héros de Patrick Butler à la barre.

## Résumé
Patrick Butler se charge de la défense et obtient l'acquittement de la jeune et jolie Joyce Ellis, accusée d'avoir empoisonnée la riche Mrs. Taylor chez qui elle cumulait les fonctions d'infirmière et de dame de compagnie. Mais le dernier jour du procès, une autre empoisonnement cause la mort du mari de Lucia, la nièce de Mrs.Taylor, qui devient alors le suspect numéro un de l'affaire. Or, en manipulant les faits pour innocenter sa cliente, Patrick Butler s'est trouvé à désigner Lucia comme la seule personne susceptible d'avoir commis depuis les derniers mois toute une série de meurtres par empoisonnement. C'est du moins ce que révèle au jeune avocat le Dr Gideon Fell qui s'intéresse aux événements depuis quelque temps et qui soupçonne derrière ces morts successives la main occulte d'une secte satanique. 
Le brillant Gideon Fell a pourtant bien vieilli et n'a plus l'énergie requise pour plonger dans les sombres faubourgs de Londres afin de débusquer les responsables de cette secte, dont les membres s'adonnent à la célébration de messes noires. S'il veut innocenter Lucia, c'est donc le séduisant Patrick Butler qui doit tenter l'aventure : une expérience qui, tout en atténuant sa suffisance, pourrait bien le faire gagner en sagesse.  

## Éditions
Éditions originales en anglais
- (en) John Dickson Carr, Below Suspicion, New York, Harper, 1949 — édition américaine.
- (en) John Dickson Carr, Below Suspicion, Londres, Hamish Hamilton, 1950 — édition originale britannique.

Éditions françaises
- (fr) John Dickson Carr (auteur) et Jeanne Fillion (traducteur), Satan vaut bien une messe [« Below Suspicion »], Paris, Éditions J'ai lu, coll. « J'ai lu policier no 80 », 1968, 256 p. (BNF 32941151)
- (fr) John Dickson Carr (auteur) et Jeanne Fillion (traducteur) (trad. de l'anglais), Satan vaut bien une messe [« Below Suspicion »], Paris, Librairie des Champs-Élysées, coll. « Le Masque, no 1850 », 1986, 222 p. (ISBN 2-7024-1727-2, BNF 34877406)

## Sources
- Jacques Baudou et Jean-Jacques Schleret, Les Métamorphoses de la chouette, Paris, Futuropolis, 1986, p. 55.
- Roland Lacourbe, John Dickson Carr : scribe du miracle. Inventaire d'une œuvre, Amiens, Encrage, 1997, p. 59.